# Japanische Rote Armee

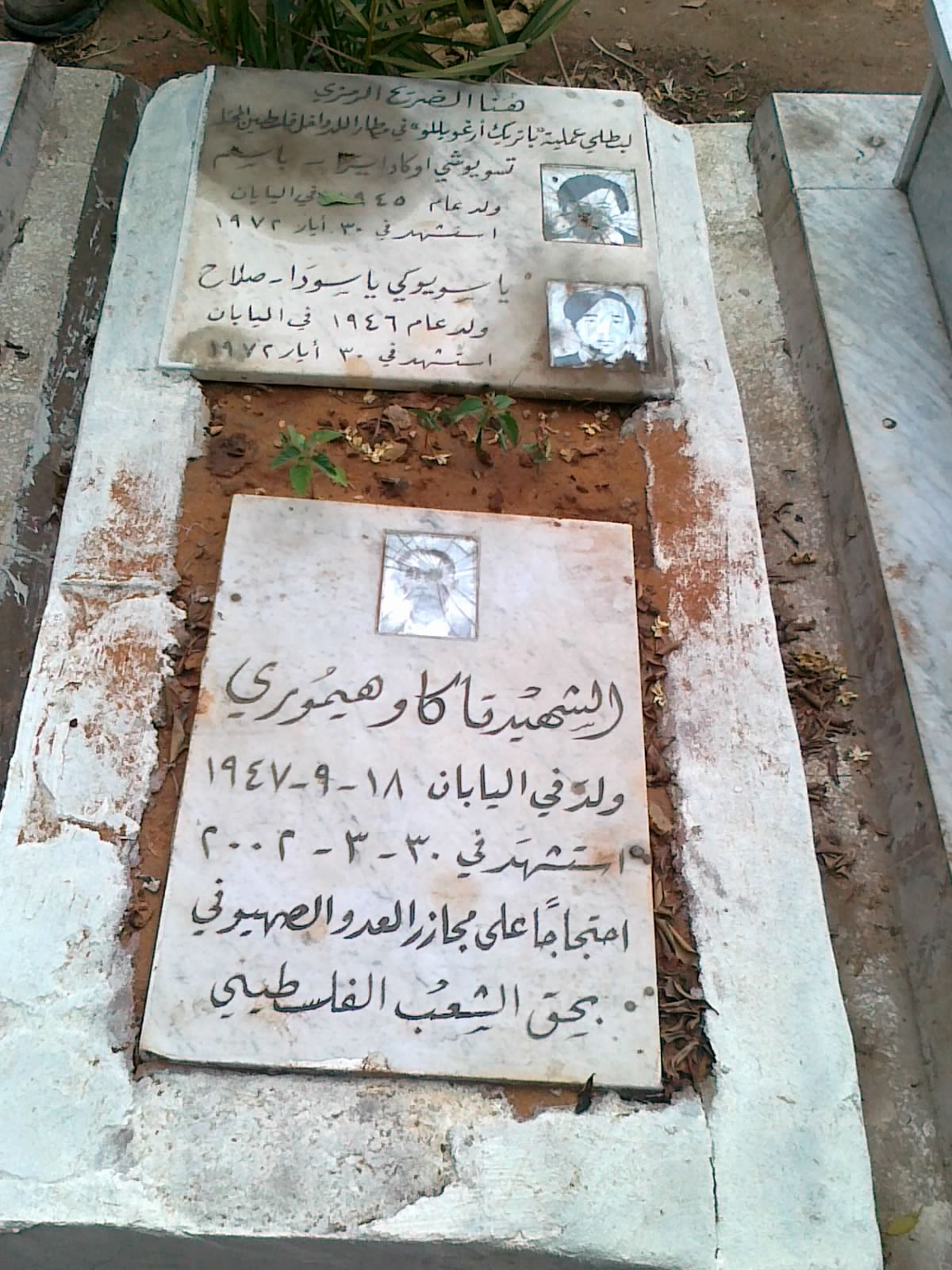
Symbolisches Grab auf dem Beiruter Soldatenfriedhof für die auf dem Flughafen von Tel Aviv gefallenen japanischen Rotarmisten

Die Japanische Rote Armee (japanisch 日本赤軍, Nihon Sekigun, englisch Japanese Red Army, JRA), eine Abspaltung der japanischen Roten Armee Fraktion, war eine linksradikale Terrororganisation. Sie unterhielt in der libanesischen Bekaa-Ebene ihre Ausgangsbasis.
Die Organisation wird häufig mit Gruppen mit ähnlich klingenden Namen verwechselt: Kyōsan Shugisha Dōmei Sekigun-ha  (deutsch: „Rote-Armee-Fraktion des Bundes der Kommunisten“) und  Rengō Sekigun (deutsch: „Vereinigte Rote Armee“).

## Geschichte
Fusako Shigenobu, frühere Studentin der Meiji-Universität, gründete die Japanische Rote Armee 1971. Die zunächst rein marxistisch-leninistische Organisation suchte Unterstützung von außen. Die palästinensische PFLP unterstützte die JRA, die wiederum für die PFLP Operationen durchführte.
Beim Massaker am Flughafen Lod, einem Selbstmordangriff von drei Mitgliedern der JRA mit Sturmgewehren und Handgranaten auf dem internationalen Flughafen von Tel Aviv, starben am 30. Mai 1972 26 Menschen, darunter 17 puerto-ricanische Bürger, die sich auf einer Pilgerfahrt nach Israel befanden. 80 weitere wurden verletzt. Das JRA-Mitglied Kōzō Okamoto überlebte den Anschlag. Das dreiköpfige Kommando wurde in einem Bekennerschreiben als Gruppe des Märtyrers Patrick Arguello bezeichnet.
Am 31. Januar 1974 überfielen Mitglieder der JRA eine Anlage des Ölkonzerns Shell auf der Insel Pulau Bukom, die zu Singapur gehört, und nahmen fünf Geiseln. Zeitgleich griff eine andere Gruppe der PFLP die japanische Botschaft in Kuwait an. Mehrere Regierungsmitarbeiter Singapurs ließen sich freiwillig gefangen nehmen, darunter auch der spätere Präsident Sellapan Ramanathan. Die Geiseln wurden gegen Zahlung eines Lösegeldes und einen sicheren Flug mit einer japanischen Maschine in den Südjemen freigelassen.
Am 13. September 1974 stürmten Angehörige der JRA in Den Haag die französische Botschaft, verwundeten die niederländische Polizistin Hanke Remmerswaal durch einen Schuss in den Rücken und nahmen die Botschafter und zehn weitere Menschen als Geiseln. Sie forderten die Freilassung des JRA-Mitglieds Yutaka Furuya, 300.000 US-Dollar und ein Flugzeug. Nach längeren Verhandlungen wurden die Gefangenen in der Botschaft freigelassen. Ein Flugzeug flog die Terroristen zuerst in den Südjemen, wo sie abgewiesen wurden, dann nach Syrien. Die dortige Regierung zwang sie zur Herausgabe des Lösegeldes.
Im Jahre 1986 beschloss JRA-Führerin Shigenobu, den Einnahmezufluss durch Abschluss eines lukrativen Geschäfts mit dem libyschen Revolutionsführer Muammar al-Gaddafi noch weiter zu diversifizieren. Als Vergeltung für die US-Angriffe auf die libyschen Städte Tripolis und Bengasi im April 1986 (Operation El Dorado Canyon) wollte Libyen Rache üben, doch da Gaddafi weitere US-Vergeltungsschläge aus der Luft befürchtete, wollte er nicht direkt handeln. Die libysche Führung wandte sich an die JRA und die Gruppe benutzte den Decknamen AIIB (Anti-Imperialistische Internationale Brigaden) als Tarnung für die folgenden Operationen im Auftrag Libyens.
Im April 1986 wurden drei britische Staatsbürger im Libanon entführt und ermordet. Juni 1986 erfolgten ferngelenkte Mörserangriffe gegen die US-amerikanische und japanische Botschaft in Jakarta. Am Jahrestag des US-Angriffs auf Libyen im April 1987 erfolgten drei Angriffe auf diplomatische Einrichtungen der USA in Madrid. Vor der US-Botschaft in Rom wurde im Juni 1987 eine Autobombe gezündet. Im Juni/Juli 1987 erfolgten Raketenangriffe auf die US-amerikanische und britische Botschaft in Rom.
Zum 2. Jahrestag des US-Angriffs auf Libyen im April 1988 sollten simultan Angriffe gegen militärische Ziele in den USA und in Europa folgen. Der Angriff in den USA scheiterte bereits im März 1988, da der JRA-Terrorist Yu Kikumura auf dem Weg nach New York in New Jersey verhaftet wurde. In seinem Auto hatte Kikumura einfache Antipersonenbomben, die er vor einem Rekrutierungsbüro der US-Marines in der Wall Street in Manhattan platzieren wollte. Kikumura wurde  zu einer Freiheitsstrafe von 30 Jahren verurteilt. Die geplanten Anschläge in Europa verliefen fast planmäßig. In Neapel explodierte eine Autobombe vor einem US-Militärclub, dabei kamen fünf Personen ums Leben und weitere 17 wurden verletzt. In Spanien wurde ein Bombenanschlag gegen eine US-Luftwaffenbasis verübt. Im Juli 1988 schlug ein Anschlag mit Lenkwaffen auf die US-Botschaft in Madrid fehl.
Nach dem Juli 1988 hörte die JRA auf, als aktive Gruppe zu existieren. Ihre etwa 20 Personen starke Organisation hat sich vermutlich als Zufluchtsort den Stützpunkt in der Bekaa-Ebene oder einen Ort in Nordkorea ausgesucht.
Im März 1995 wurde die langjährige JRA-Terroristin Yukiko Ekita in Rumänien verhaftet und nach Japan ausgeliefert.
Im April 2001 gab Shigenobu die Auflösung der JRA bekannt, was in der alljährlichen „Erklärung zum 30. Mai“ von der Gruppe bestätigt wurde.
Die Journalistin Regine Igel behauptet in ihrem stark kritisierten Buch Terrorismus-Lügen. Wie die Stasi im Untergrund agierte, dass  die JRA-Gründerin Shigenobu und Masao Adachi (* 1939), ab spätestens 1987 inoffizielle Mitarbeiter der DDR-Staatssicherheit waren. Adachi bezeichnete diese Darstellung als „Fake“.